# بوزقورت
بوزقورت (بالتركية: Bozkurt, Denizli)‏ هي بلدة ومُديريَّة تقع في ولاية دنزلة بتركيا. تصل مساحتها إلى 359 كم²، وترتفع عن سطح البحر حوالي 867 م.